# Giải Oscar lần thứ 86
Lễ trao giải Oscar lần thứ 86 được tổ chức bởi Viện Hàn lâm Khoa học và Nghệ thuật Điện ảnh Hoa Kỳ (Academy of Motion Picture Arts and Sciences - AMPAS) nhằm tôn vinh những phim xuất sắc nhất công chiếu trong năm 2013 diễn ra ngày 2 tháng 3 năm 2014 tại Nhà hát Dolby ở Hollywood, Los Angeles vào lúc 17:30 PST / 20:30 EST. Buổi lễ diễn ra trễ hơn thường lệ cuối tháng 2 để không trùng với thời gian diễn ra sự kiện Thế vận hội Mùa đông 2014. Trong buổi lễ, Viện Hàn lâm đã trao các Giải thưởng Viện Hàn lâm (thường gọi là Giải Oscars) cho những đại diện xuất sắc nhất từ 24 hạng mục. Buổi lễ được ghi hình trực tiếp bởi ABC Hoa Kỳ, sản xuất bởi Neil Meron và Craig Zadan và đạo diễn Hamish Hamilton. Nghệ sĩ hài Ellen DeGeneres lần thứ hai đảm nhận vai trò người dẫn chương trình, sau Lễ trao giải Oscar lần thứ 79 diễn ra năm 2007.
Liên quan đến buổi lễ, trước đó Viện Hàn lâm đã tổ chức Giải Governor lần thứ 5 tại phòng khiêu vũ lớn của Trung tâm Hollywood and Highland vào ngày 16 tháng 11 năm 2013. Ngày 15 tháng 2 năm 2014, Giải thưởng Viện Hàn lâm cho thành tựu kỹ thuật được giới thiệu bởi Kristen Bell và Michael B. Jordan trong một buổi lễ tại Khách sạn Beverly Hills tại Beverly Hills, California.
Gravity chiến thắng nhiều hạng mục nhất với bảy hạng mục gồm Đạo diễn xuất sắc nhất cho Alfonso Cuarón. 12 Years a Slave giành được ba giải thưởng gồm Phim hay nhất. Những phim khác đoạt giải gồm có Dallas Buyers Club cũng với ba hạng mục, Frozen và The Great Gatsby với hai hạng mục, và Blue Jasmine, The Great Beauty, Helium, Her, The Lady in Number 6: Music Saved My Life, Mr Hublot, và 20 Feet from Stardom với một hạng mục. Với gần 44 triệu khán giả Hoa Kỳ theo dõi chương trình, Lễ trao giải Oscar lần thứ 86 có số lượng người xem cao nhất kể từ Lễ trao giải Oscar lần thứ 72 năm 2000.

## Đề cử và giành giải

### Giải thưởng

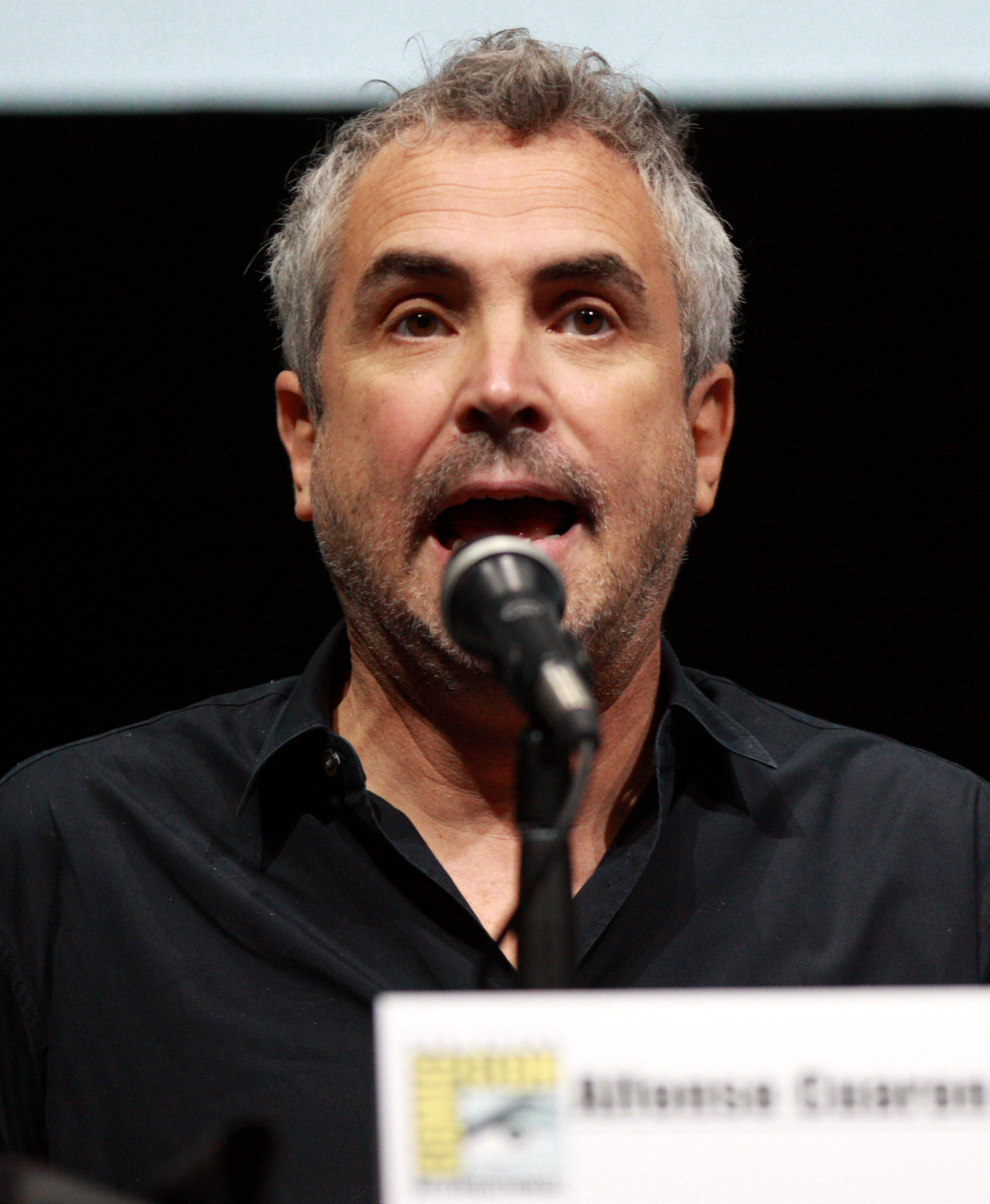
Alfonso Cuarón, người giành hai giải Oscar cho Đạo diễn xuất sắc nhất và Biên tập xuất sắc nhất

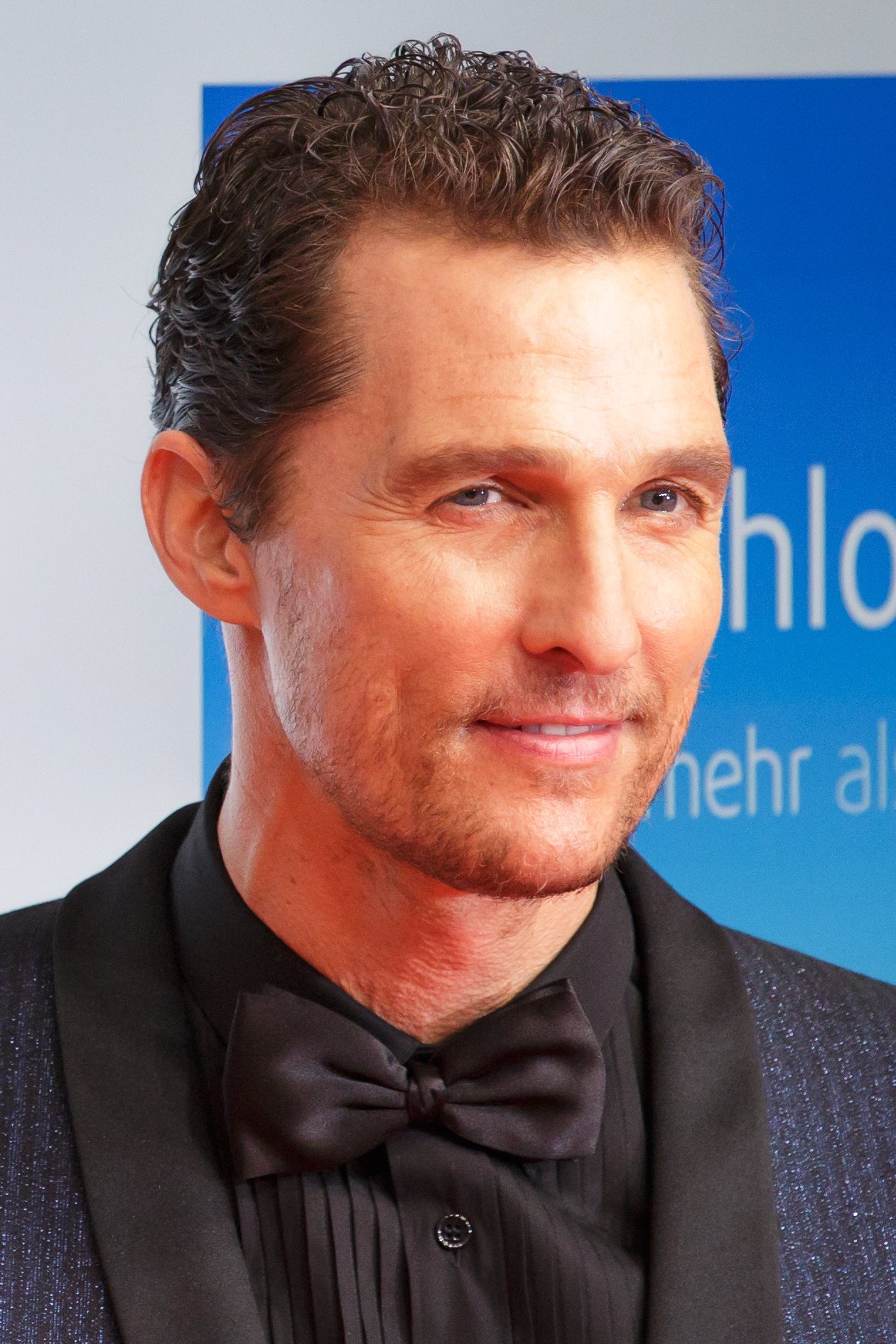
Matthew McConaughey, Nam diễn viên chính xuất sắc nhất

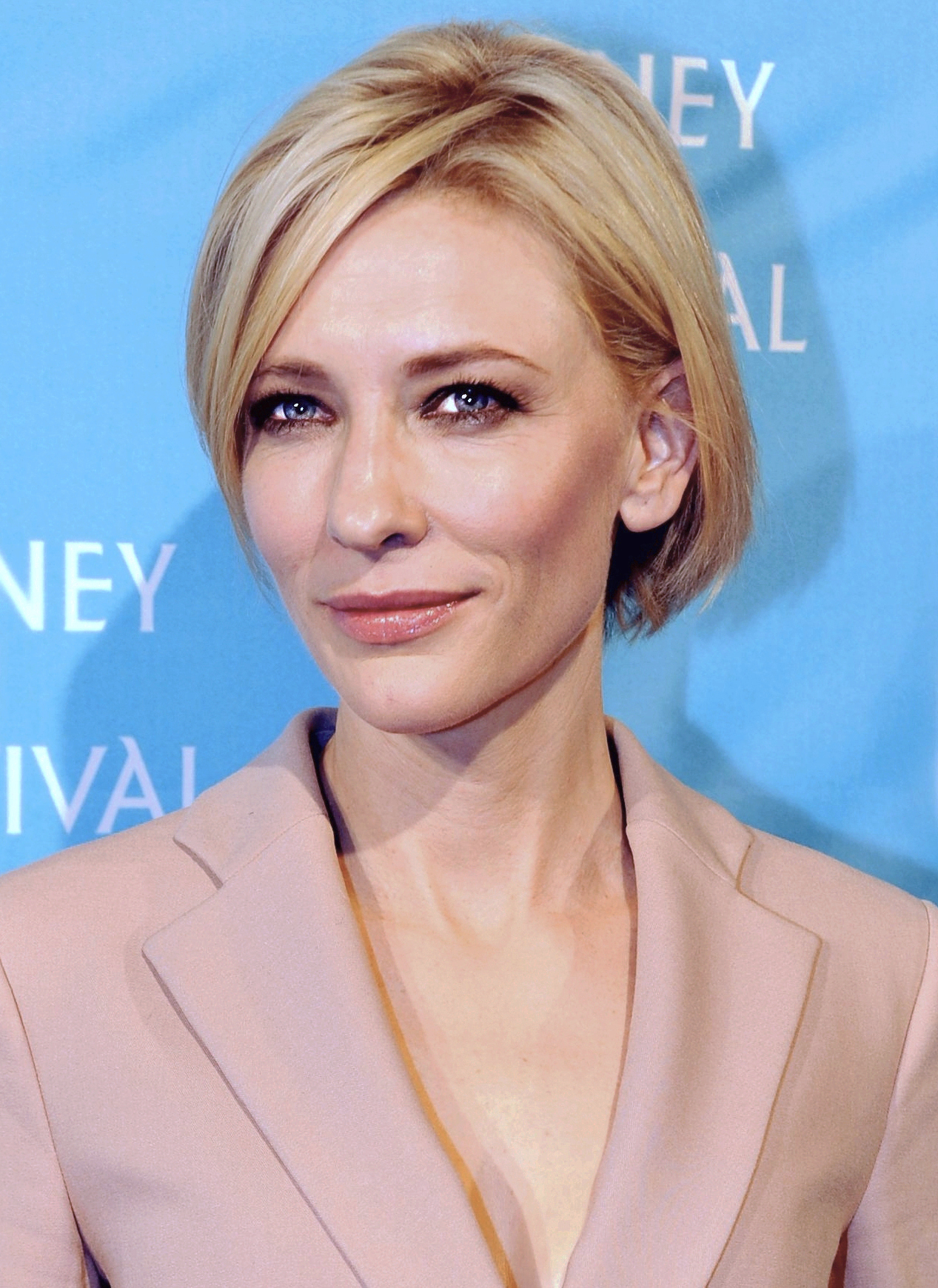
Cate Blanchett, Nữ diễn viên chính xuất sắc nhất

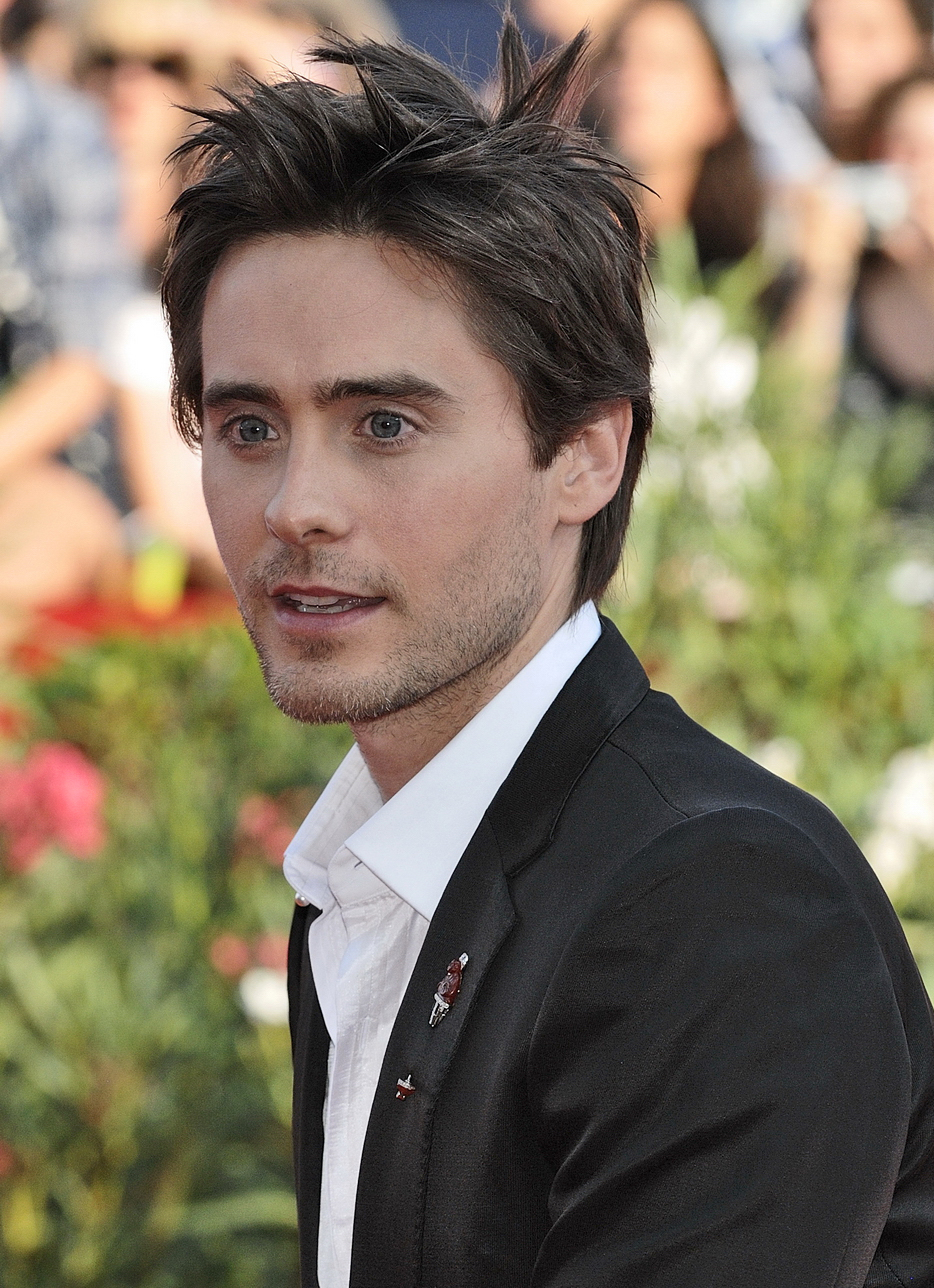
Jared Leto, Nam diễn viên phụ xuất sắc nhất

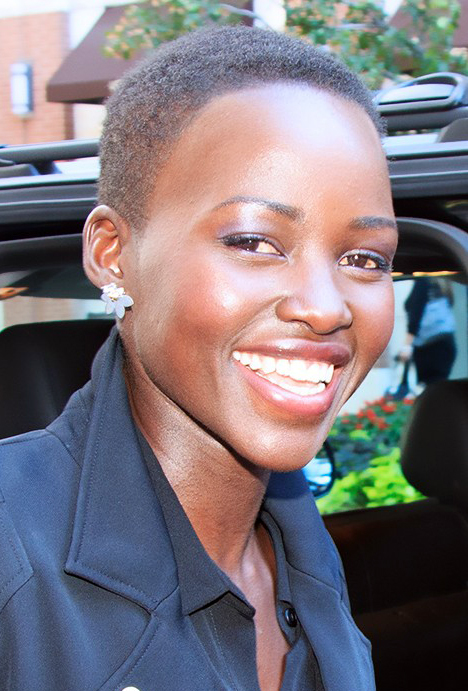
Lupita Nyong'o, Nữ diễn viên phụ xuất sắc nhất

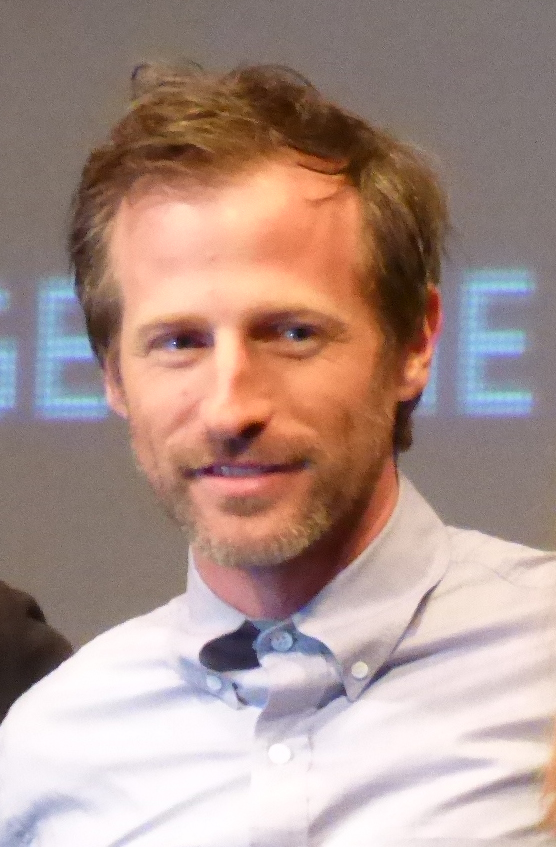
Spike Jonze, giành giải Kịch bản gốc xuất sắc nhất

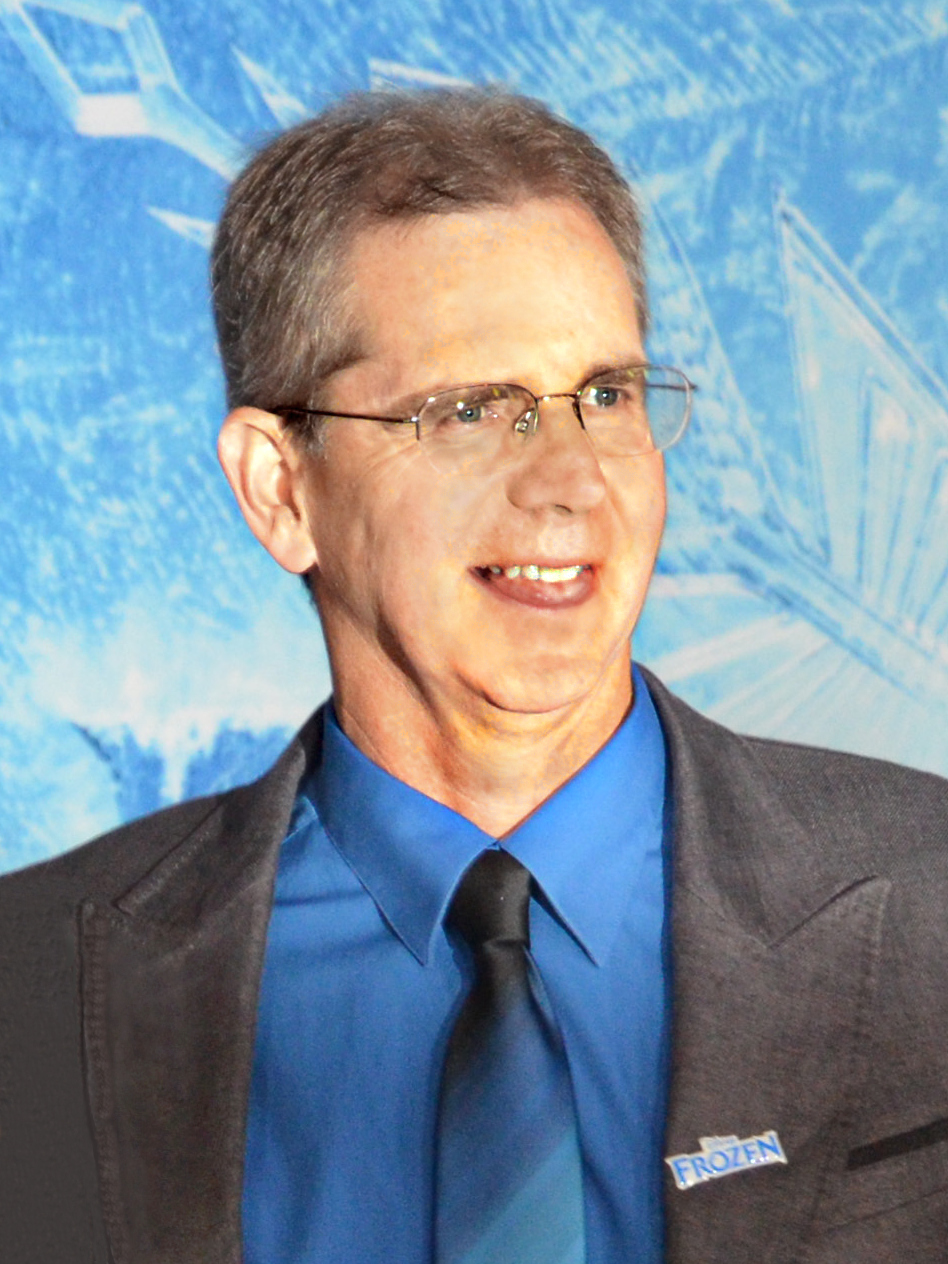
Chris Buck, giành giải Phim hoạt hình hay nhất

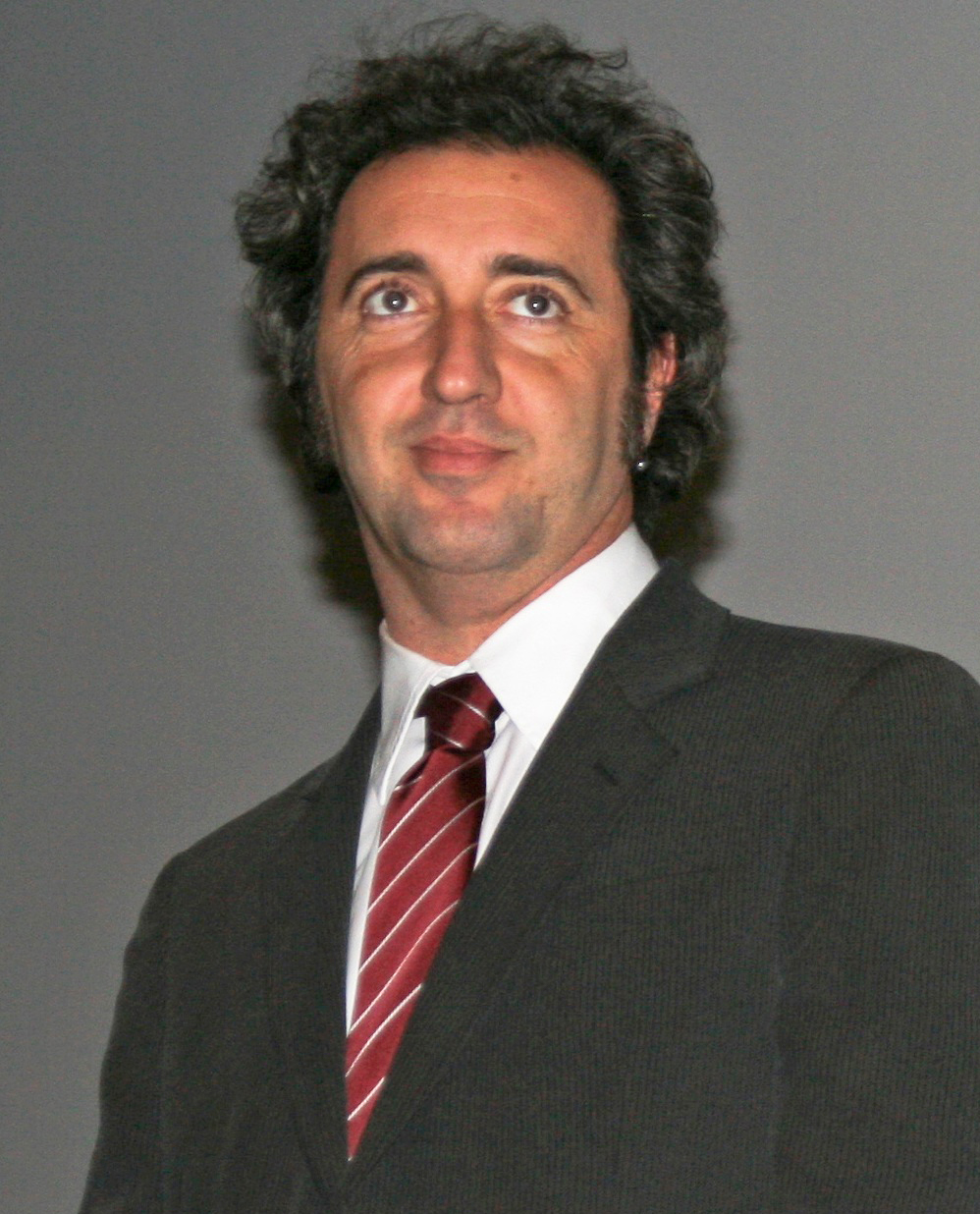
Paolo Sorrentino, giành giải Phim ngoại ngữ hay nhất

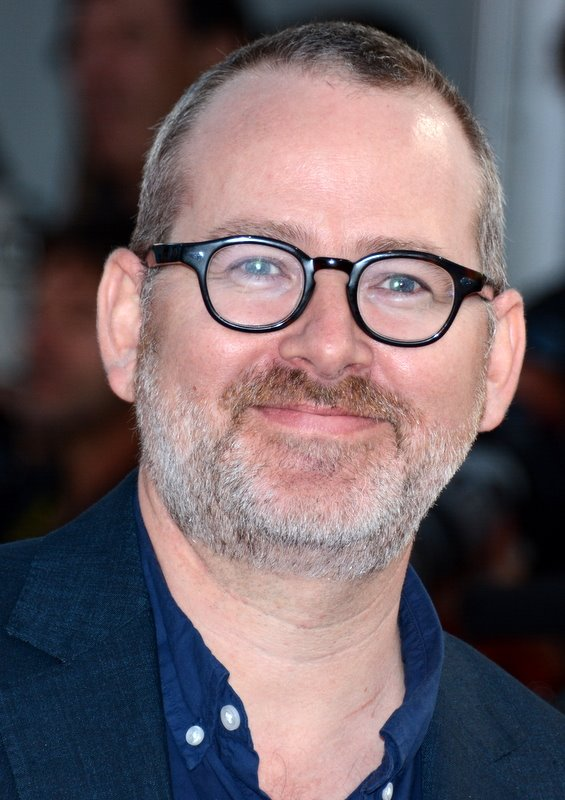
Morgan Neville, giành giải Phim tài liệu hay nhất

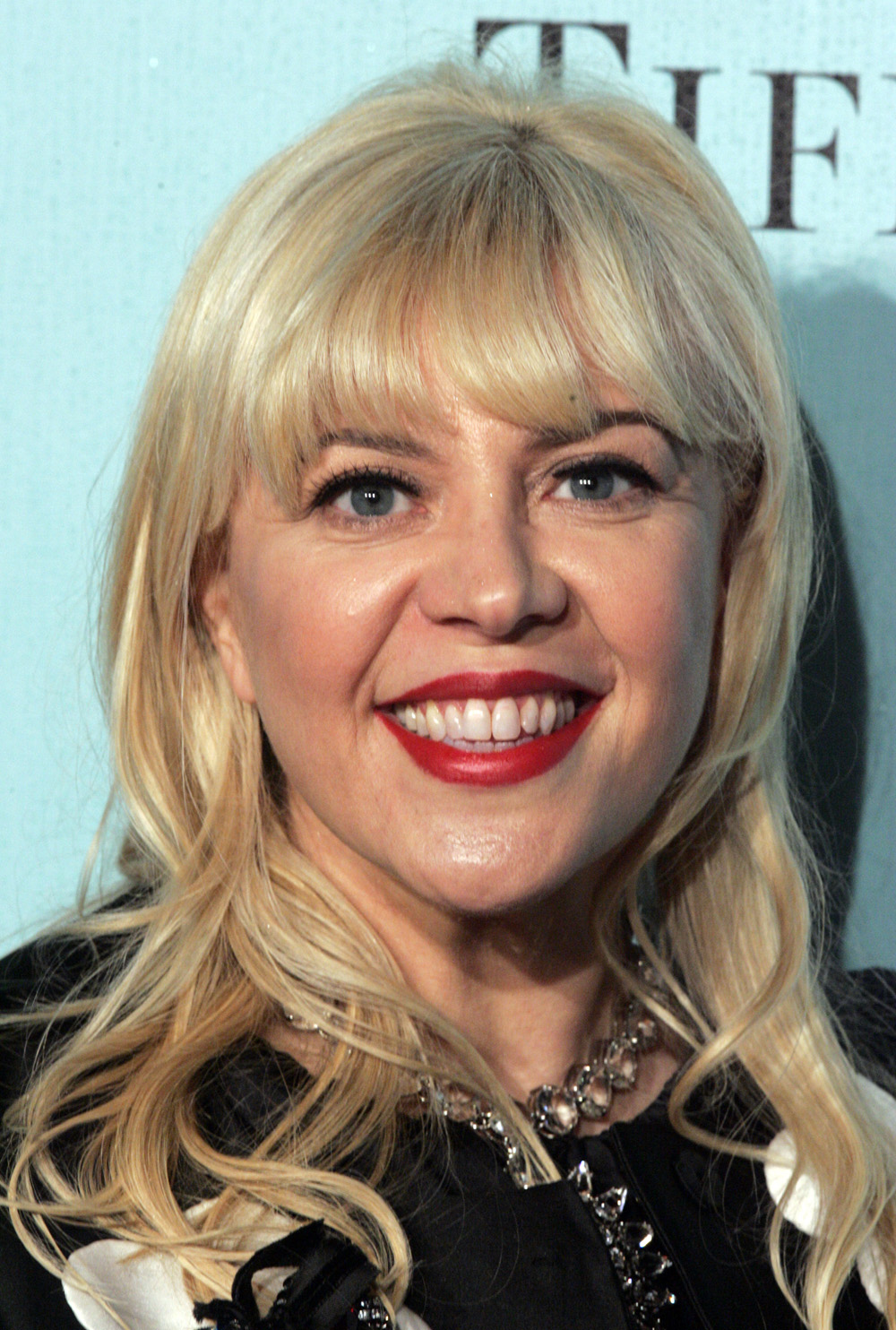
Catherine Martin, người giành hai giải Oscar cho Thiết kế trang phục xuất sắc nhất và Chỉ đạo nghệ thuật xuất sắc nhất

Người và phim thắng giải được viết trên cùng và in đậm.
| Phim hay nhất - 12 Years a Slave – Brad Pitt, Dede Gardner, Jeremy Kleiner, Steve McQueen, và Anthony Katagas - American Hustle – Charles Roven, Richard Suckle, Megan Ellison, và Jonathan Gordon - Captain Phillips – Scott Rudin, Dana Brunetti, và Michael De Luca - Dallas Buyers Club – Robbie Brenner và Rachel Winter - Gravity – Alfonso Cuarón và David Heyman - Her – Megan Ellison, Spike Jonze, và Vincent Landay - Nebraska – Albert Berger và Ron Yerxa - Philomena – Gabrielle Tana, Steve Coogan, và Tracey Seaward - The Wolf of Wall Street – Martin Scorsese, Leonardo DiCaprio, Joey McFarland, và Emma Tillinger Koskoff | Đạo diễn xuất sắc nhất - Alfonso Cuarón – Gravity - David O. Russell – American Hustle - Alexander Payne – Nebraska - Steve McQueen – 12 Years a Slave - Martin Scorsese – The Wolf of Wall Street |
| Nam diễn viên chính xuất sắc nhất - Matthew McConaughey – Dallas Buyers Club trong vai Ron Woodroof - Christian Bale – American Hustle trong vai Irving Rosenfeld - Bruce Dern – Nebraska trong vai Woody Grant - Leonardo DiCaprio – The Wolf of Wall Street trong vai Jordan Belfort - Chiwetel Ejiofor – 12 Years a Slave trong vai Solomon Northup | Nữ diễn viên chính xuất sắc nhất - Cate Blanchett – Blue Jasmine trong vai Jeanette "Jasmine" Francis - Amy Adams – American Hustle trong vai Sydney Prosser - Sandra Bullock – Gravity trong vai Dr. Ryan Stone - Judi Dench – Philomena trong vai Philomena Lee - Meryl Streep – August: Osage County trong vai Violet Weston |
| Nam diễn viên phụ xuất sắc nhất - Jared Leto – Dallas Buyers Club trong vai Rayon - Barkhad Abdi – Captain Phillips trong vai Abduwali Muse - Bradley Cooper – American Hustle trong vai Agent Richard "Richie" DiMaso - Michael Fassbender – 12 Years a Slave trong vai Edwin Epps - Jonah Hill – The Wolf of Wall Street trong vai Donnie Azoff | Nữ diễn viên phụ xuất sắc nhất - Lupita Nyong'o – 12 Years a Slave trong vai Patsey - Sally Hawkins – Blue Jasmine trong vai Ginger - Jennifer Lawrence – American Hustle trong vai Rosalyn Rosenfeld - Julia Roberts – August: Osage County trong vai Barbara Weston-Fordham - June Squibb – Nebraska trong vai Kate Grant |
| Kịch bản gốc xuất sắc nhất - Her – Spike Jonze - American Hustle – Eric Warren Singer và David O. Russell - Blue Jasmine – Woody Allen - Dallas Buyers Club – Craig Borten và Melisa Wallack - Nebraska – Bob Nelson | Kịch bản chuyển thể xuất sắc nhất - 12 Years a Slave – John Ridley từ Twelve Years a Slave của Solomon Northup - Before Midnight – Richard Linklater, Julie Delpy, và Ethan Hawke; nhân vật dựa trên các phim Before Sunrise và Before Sunset - Captain Phillips – Billy Ray từ A Captain's Duty của Richard Phillips và Stephan Talty - Philomena – Steve Coogan và Jeff Pope từ The Lost Child of Philomena Lee của Martin Sixsmith - The Wolf of Wall Street – Terence Winter từ The Wolf of Wall Street của Jordan Belfort |
| Phim hoạt hình hay nhất - Frozen – Chris Buck, Jennifer Lee, và Peter Del Vecho - The Croods – Kirk DeMicco, Chris Sanders, và Kristine Belson - Despicable Me 2 – Chris Renaud, Pierre Coffin và Chris Meledandri - Ernest & Celestine – Benjamin Renner và Didier Brunner - The Wind Rises – Hayao Miyazaki và Toshio Suzuki | Phim ngoại ngữ hay nhất - The Great Beauty (Ý) tiếng Ý – Paolo Sorrentino - The Broken Circle Breakdown (Bỉ) tiếng Hà Lan – Felix Van Groeningen - The Hunt (Đan Mạch) tiếng Đan Mạch – Thomas Vinterberg - The Missing Picture (Campuchia) tiếng Pháp – Rithy Panh - Omar (Palestine) tiếng Ả Rập – Hany Abu-Assad |
| Phim tài liệu xuất sắc nhất - 20 Feet from Stardom – Morgan Neville, Gil Friesen (posthumous award), và Caitrin Rogers - The Act of Killing – Joshua Oppenheimer và Signe Byrge Sørensen - Cutie và the Boxer – Zachary Heinzerling và Lydia Dean Pilcher - Dirty Wars – Richard Rowley và Jeremy Scahill - The Square – Jehane Noujaim và Karim Amer | Phim tài liệu ngắn xuất sắc nhất - The Lady in Number 6: Music Saved My Life – Malcolm Clarke và Nicholas Reed - CaveDigger – Jeffrey Karoff - Facing Fear – Jason Cohen - Karama Has No Walls – Sara Ishaq - Prison Terminal: The Last Days of Private Jack Hall – Edgar Barens |
| Phim ngắn hay nhất - Helium – Anders Walter và Kim Magnusson - Aquél no era yo (That Wasn't Me) – Esteban Crespo - Avant que de tout perdre (Just Before Losing Everything) – Xavier Legrand và Alexandre Gavras - Pitääkö mun kaikki hoitaa? (Do I Have to Take Care of Everything?) – Selma Vilhunen và Kirsikka Saari - The Voorman Problem – Mark Gill và Baldwin Li | Phim hoạt hình ngắn hay nhất - Mr Hublot – Laurent Witz và Alexandre Espigares - Feral – Daniel Sousa và Dan Golden - Get a Horse! – Lauren MacMullan và Dorothy McKim - Possessions – Shuhei Morita - Room on the Broom – Max Lang và Jan Lachauer |
| Nhạc phim hay nhất - Gravity – Steven Price - The Book Thief – John Williams - Her – William Butler và Owen Pallett - Philomena – Alexandre Desplat - Saving Mr. Banks – Thomas Newman | Bài hát trong phim hay nhất - "Let It Go" trong Frozen – Kristen Anderson-Lopez và Robert Lopez - "Happy" trong Despicable Me 2 – Pharrell Williams - "The Moon Song" trong Her – Karen Orzolek và Spike Jonze - "Ordinary Love" trong Mandela: Long Walk to Freedom – U2 - "Alone, Yet Not Alone" trong Alone Yet Not Alone – Bruce Broughton và Dennis Spiegel (nomination revoked)[a] |
| Biên tập âm thanh xuất sắc nhất - Gravity – Glenn Freemantle - All Is Lost – Steve Boeddeker và Richard Hymns - Captain Phillips – Oliver Tarney - The Hobbit: The Desolation of Smaug – Brent Burge và Chris Ward - Lone Survivor – Wylie Stateman | Âm thanh xuất sắc nhất - Gravity – Skip Lievsay, Niv Adiri, Christopher Benstead, và Chris Munro - Captain Phillips – Chris Burdon, Mark Taylor, Mike Prestwood Smith, và Chris Munro - The Hobbit: The Desolation of Smaug – Christopher Boyes, Michael Hedges, Michael Semanick, và Tony Johnson - Inside Llewyn Davis – Skip Lievsay, Greg Orloff, và Peter F. Kurland - Lone Survivor – Andy Koyama, Beau Borders, và David Brownlow                                                                                       |
| Chỉ đạo nghệ thuật xuất sắc nhất - The Great Gatsby – Catherine Martin (Thiết kế sản xuất); Beverley Dunn (Trang trí bối cảnh) - American Hustle – Judy Becker (Thiết kế sản xuất); Heather Loeffler (Trang trí bối cảnh) - Gravity – Andy Nicholson (Thiết kế sản xuất); Rosie Goodwin và Joanne Woollard (Trang trí bối cảnh) - Her – K. K. Barrett (Thiết kế sản xuất); Gene Serdena (Trang trí bối cảnh) - 12 Years a Slave – Adam Stockhausen (Thiết kế sản xuất); Alice Baker (Trang trí bối cảnh) | Quay phim xuất sắc nhất - Gravity – Emmanuel Lubezki - The Grandmaster – Philippe Le Sourd - Inside Llewyn Davis – Bruno Delbonnel - Nebraska – Phedon Papamichael - Prisoners – Roger Deakins |
| Hóa trang xuất sắc nhất - Dallas Buyers Club – Adruitha Lee và Robin Mathews - Jackass Presents: Bad Grandpa – Stephen Prouty - The Lone Ranger – Joel Harlow và Gloria Pasqua-Casny | Thiết kế trang phục xuất sắc nhất - The Great Gatsby – Catherine Martin - American Hustle – Michael Wilkinson - The Grandmaster – William Chang Suk Ping - The Invisible Woman – Michael O'Connor - 12 Years a Slave – Patricia Norris |
| Biên tập xuất sắc nhất - Gravity – Alfonso Cuarón và Mark Sanger - American Hustle – Jay Cassidy, Crispin Struthers, và Alan Baumgarten - Captain Phillips – Christopher Rouse - Dallas Buyers Club – John Mac McMurphy và Martin Pensa[b] - 12 Years a Slave – Joe Walker | Hiệu ứng xuất sắc nhất - Gravity – Tim Webber, Chris Lawrence, Dave Shirk, và Neil Corbould - The Hobbit: The Desolation of Smaug – Joe Letteri, Eric Saindon, David Clayton, và Eric Reynolds - Iron Man 3 – Christopher Townsend, Guy Williams, Erik Nash, và Dan Sudick - The Lone Ranger – Tim Alexander, Gary Brozenich, Edson Williams, và John Frazier - Star Trek Into Darkness – Roger Guyett, Patrick Tubach, Ben Grossmann, và Burt Dalton                                                                          |

### Giải Oscar danh dự
- Giải Oscar danh dự: Angela Lansbury, Steve Martin, Piero Tosi[15]
- Giải thưởng nhân đạo Jean Hersholt: Angelina Jolie[15]

## Phim có nhiều đề cử
| Số đề cử | Phim                                |
| -------- | ----------------------------------- |
| 10       | Gravity                             |
| 10       | American Hustle                     |
| 9        | 12 Years a Slave                    |
| 6        | Captain Phillips                    |
| 6        | Dallas Buyers Club                  |
| 6        | Nebraska                            |
| 5        | Her                                 |
| 5        | The Wolf of Wall Street             |
| 4        | Philomena                           |
| 3        | Blue Jasmine                        |
| 3        | The Hobbit: The Desolation of Smaug |
| 2        | August: Osage County                |
| 2        | Despicable Me 2                     |
| 2        | Frozen                              |
| 2        | The Grandmaster                     |
| 2        | The Great Gatsby                    |
| 2        | Inside Llewyn Davis                 |
| 2        | The Lone Ranger                     |
| 2        | Lone Survivor                       |